# 金宗直
金宗直（1431年—1492年），字季溫、又字孝盥，號佔畢齋，庆尚道密陽郡人，朝鲜王朝早期的思想家、教育家、詩人，朱子學者。祖先是善山邑的两班，他過世後，其作品弔義帝文導致燕山君時戊午士禍的發生，最有名弟子是金宏弼和鄭汝昌，而趙光祖是金宏弼的弟子。他也是故乡礼林書院祭祀的对象；諡號文忠，贈議政府領議政。

## 生平

### 朝廷官員
世祖五年(1459年)，金宗直庭試文科及第，擔任承文院權知副正字，正值世子嬪過世，受命撰寫了〈世子嬪韓氏哀冊文〉(세자빈한씨애책문)。11年後，在成宗朝歷任咸陽郡守、參校、善山府使、應教、承政院都承旨、漢城府判尹，後官拜工曹參判、刑曹判書。

## 書籍和作品
- 《青丘風雅》(청구풍아)
- 《東文粹》(동문수)
- 〈世子嬪韓氏哀冊文〉(세자빈한씨애책문)
- 〈仁壽王后封崇王冊文〉(인수왕후봉숭왕책문)

## 評價

### 負面評價
- 許筠：“天下有私其利而竊其名者。而世以爲君子者。則人信之否。曰。吾未之信也。何以未斯之信耶。以爲私歟。以爲竊歟。則雖出於道德仁義。亦未免假爲。況利與名歟。旣已私其利竊其名。以誣一世。自享其榮祿。則固當畢智殫慮。求稱其職分之當爲。可以少補其失。乃反曰榮祿非吾志也。偃然徒朱其軒。徒赤其紱。以終其身。則其罪不容誅矣。金宗直。近世所謂大儒也。少嘗不肯仕。先廟迫令赴擧。不得已登第。亦出入於侍從華顯矣。乃稱母老而勉仕。及母以天年終。猶仕不止。其門人 金宏弼 或規其無建白。乃曰。仕非吾志。故不欲也。若宗直者。眞所謂私其利竊其名。偃然徒朱軒赤紱者也。當靖亂日。宗直非有祿食如彭年，三問輩。非素蒙恩如時習也。特一鄕曲眇然韋帶之士。於舊君無可死之義。其不肯仕。固已僞矣。雖僞而已立其志。則上縱逼之。矢死不赴可也。乃若怵禍而黽勉赴之者然。旣釋褐。珥筆記言而挾策伏細旃。又以專城享其母。其私其利者矣。又欲竊其名。號之於人曰。吾有吾親。吾終守西山之志。旣脫母制。則受敎之命。十年之間。躐取大司寇。宜若休矣。猶貪戀不去。尸位素餐。不爲職分之當爲。及其門人言之。則爲遁辭以答之。是果可爲君子。而罪當誅矣。世之至今稱其人不替。何哉。余竊覵其爲人。不過剟拾家學。爲文墨以自拔者。而其心則黠。欲高其名。以聳動一世人而惑主聽。爲竊利地。旣售其計。則忖其才不足於康濟。故似若可裕爲而不肯者。爲藏拙之端。其亦巧矣。其作義帝文，述酒詩。尤爲可笑。旣仕則是我君。而乃詆之不遺餘力。其罪尤甚。身後之禍。非不幸。而抑天怒其黠且巧。假手於人。以顯戮之耶。余憫世之人不求其形跡。徒崇其名。至今推以爲大儒。故特表而著之。”（『惺所覆瓿藁』卷11, 「文部」'金宗直論'）